# Sibylle xứ Kleve
Sibylle xứ Kleve-Jülich-Berg hay Sybille xứ Kleve (17 tháng 1 năm 1512 – 21 tháng 2 năm 1554) là Tuyển hầu phu nhân xứ Sachsen.